# Quinten Post

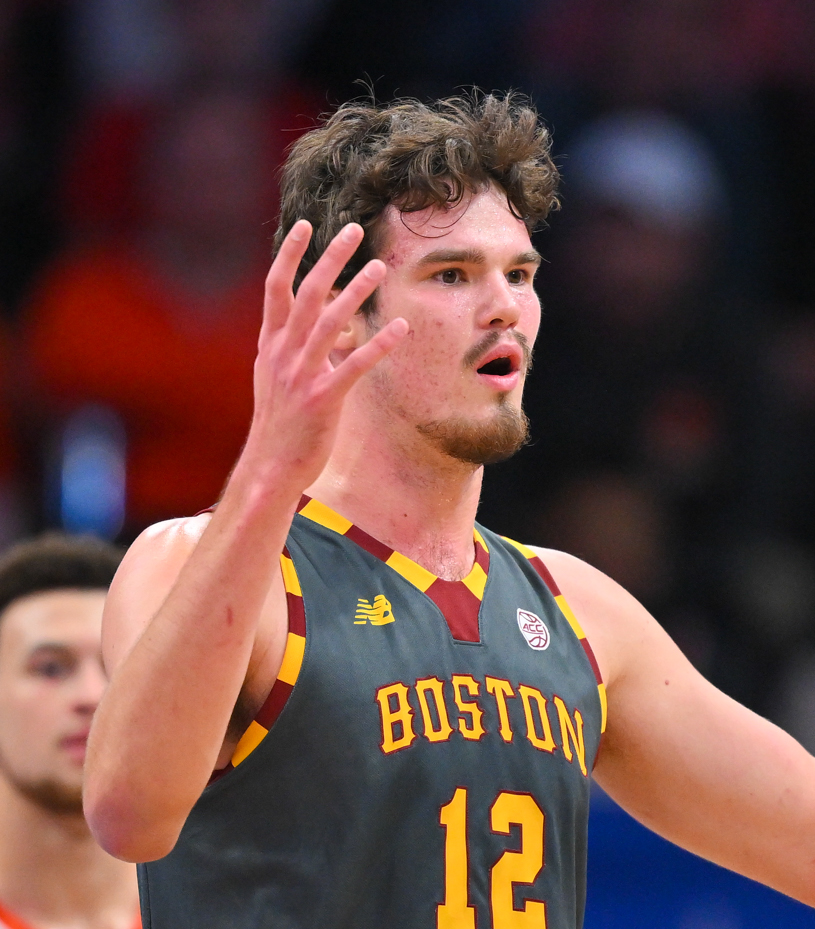
Quinten Post, 2024.

Quinten Post, född 21 mars 2000 i Amsterdam, är en nederländsk professionell basketspelare (C) som spelar för Golden State Warriors i National Basketball Association (NBA).
Han draftades av Golden State Warriors i andra rundan i 2024 års draft som 52:a spelare totalt.
Innan Post blev proffs studerade han vid Mississippi State University och spelade för deras idrottsförening Mississippi State Bulldogs. Post blev senare överförd till Boston College för spel i Boston College Eagles.